# Dywizja Gaza
Dywizja Gaza (hebr. אוגדת עזה, Ugdat Aza, również עוצבת שועלי האש, Ucbat Szu’alej ha-Esz, pol. Płomienne lisy) – związek taktyczny piechoty Sił Obronnych Izraela. Dywizja podlega Dowództwu Południowemu.

## Historia
Dywizja Gaza powstała wraz z wybuchem I intifady w 1987. Jej powstanie było związane z koniecznością zapewnienia bezpieczeństwa osiedli żydowskich w Strefie Gazy. Dywizja działała w trzech strefach, na które podzielono Strefę Gazy: północna (rejon miasta Gazy), centralna (rejon miasta Dajr al-Balah) i południowa (rejon miast Chan Junus i Rafah). Główna siedziba dywizji znajdowała się w osiedlu Newe Dekalim położonym w bloku osiedli Gusz Katif na południu Strefy Gazy.
Po zawarciu w 1993 Porozumienia z Oslo dywizja wycofała swoje jednostki z palestyńskich miast, koncentrując je na obrzeżach osiedli żydowskich, w szczególności Gusz Katif. Dodatkowo dywizja zabezpieczała granicę z Egiptem oraz przejście graniczne Rafah. W okresie tym zmieniono strukturę organizacyjną dywizji, łącząc część centralną z południową. Równocześnie przeniesiono siedzibę dywizji do nowej bazy utworzonej przy kibucu Urim na pustyni Negew.
W sierpniu 2005 dywizja wycofała się ze Strefy Gazy. Ewakuowano wówczas wszystkie osiedla żydowskie ze Strefy Gazy. Od tego momentu dywizja zabezpieczała granicę Strefy Gazy. Wycofanie nie przyniosło jednak oczekiwanej poprawy bezpieczeństwa, i palestyńscy terroryści nadal ostrzeliwują Izrael. Było to jednym z powodów przeprowadzenia w grudniu 2008 operacji Płynny Ołów. Żołnierze Dywizji działali wówczas na obrzeżach Strefy Gazy.
W 2008 dywizja przeniosła się do nowej bazy wybudowanej na południe od kibucu Re’im.

## Zadania
Jest to terytorialna dywizja piechoty, do której zadań należy utrzymywanie bezpieczeństwa na granicach Strefy Gazy. W sytuacji wojny lub konfliktu zbrojnego dywizja realizuje powierzone zadania na południowym froncie.

## Struktura
Dywizja Gaza podlega pod Dowództwo Południowe.
| Jednostki operacyjne: - Brygada Terytorialna Północnej Gazy (HaGefen) – dzieli się na dwa bataliony stacjonujące w rejonie kibuców Erez i Nachal Oz - Brygada Terytorialna Południowej Gazy (Katif) – stacjonuje w rejonie kibucu Kerem Szalom - 585 zmechanizowany batalion zwiadu pustyni – batalion Beduinów, który szkoli się razem z Brygadą Giwati | Jednostki wsparcia: - batalion łączności Dywizji Gazy - zmechanizowana kompania inżynieryjna (Knights of Steel) – wyposażona w ciężki sprzęt inżynieryjny, uczestniczy we wszystkich operacjach w Strefie Gazy |

## Dowódcy dywizji
- Jaakow Or (1987–1988)
- Szemuel Cuker (1988–1991)
- Jom–Tow Samia (1991–1993)
- Doron Almog (1993–1995)
- Ejtan Icchak (1995–1997)
- Jo’aw Galant (1997–1999)
- Ja’ir Nawe (1999–2001)
- Ziw Israel (2001–2003)
- Gadi Szamni (2003–2004)
- Szmuel Zakai (2004)
- Awiw Kochawi (2004–2006)
- Mosze Tamir (2006–2008)
- Ejal Ajzenberg (2008–2010)
- Josi Bachar (2010–2012)
- Miki Edelsztejn (2012–)